# Rizzoli & Isles (seizoen 7)
Dit artikel vat het zevende seizoen van Rizzoli & Isles samen. Dit seizoen loopt van 6 juni 2016 tot en met 2017 en bevat dertien afleveringen.

## Rolverdeling

### Hoofdrollen
- Angie Harmon - Jane Rizzoli
- Sasha Alexander - Maura Isles
- Lorraine Bracco - Angela Rizzoli
- Jordan Bridges - Frankie Rizzoli jr.
- Bruce McGill - Vincent Korsak
- Idara Victor - Nina Holiday

### Terugkerende rollen
- Adam Sinclair - Kent Drake

## Afleveringen
| Nr. | Aflevering | Titel                      | Regisseur         | Schrijver(s)                   | Selectie gastrollen | Uitzenddatum     |  |
| --- | ---------- | -------------------------- | ----------------- | ------------------------------ | --- | ---------------- |  |
| 93 | 1          | Two Shots: Move Forward    | Greg Prange       | Jan Nash                       | Christina Chang - Kiki Gregory Harrison - Ron Hanson Annabeth Gish - Alice Sands Heather Ankeny - Joann Dwier Brown - priester                                                                     | 6 juni 2016      |  |
| Ten gevolge van de schietpartij op de receptie moet Nina met spoed naar het ziekenhuis vanwege een kogelwond en Maura lijdt aan een hoofdwond. Jane is ervan overtuigd dat Alice Sands verantwoordelijk is voor de schietpartij en opent de jacht op haar, hierbij roept zij de hulp in van de media. Jane wil haar uit haar schuilplaats lokken, maar wordt hiervoor teruggeroepen door haar leidinggevende. Het wordt dan duidelijk dat Alice hulp krijgt van medestanders, die ook een wrok koesteren tegen Jane. Ondertussen stelt Vincent zijn pensioen uit door zijn zorgen over Jane, en Angela verbreekt haar relatie met Ron om zo haar familie te beschermen. |            |                            |                   |                                | |                  |  |
| 94 | 2          | Dangerous Curve Ahead      | Norman Buckley    | Ron McGee                      | Poorna Jagannathan - mrs. Jalbani Sean T. Krishnan - Amir Jalbani Annabeth Gish - Alice Sands Nolan North - Phillip Dayton John Asher - rechercheur O'Connell Matt Bushell - partner van O'Connell | 6 juni 2016      |  |
| Jane ontdekt dat Alice een medewerker had die haar hielp met het smokkelen van drugsgeld, maar hij wordt vermoord voordat het team hem kan vinden. Alice kan nu niet bij haar drugsgeld, Jane hoopt dat zij hierdoor naar buiten komt. Maura vindt runderbloed op de kleren van het slachtoffer, dit leidt het team naar een delicatessewinkel waar het team Alice kan arresteren. Het team moet echter Alice weer vrijlaten, nadat zij geen hard bewijs voor de moord tegen Alice hebben. Dan ontdekken zij echter een connectie tussen haar vorige ontsnapping uit de gevangenis en de dood van een politieagent. Nadat het team haar willen arresteren neemt Alice een tiener in gijzeling, en wil Jane dwingen tot het neerschieten van haar. Jane heeft echter in het verleden vergiffenis gevraagd, voor haar toekomstige daden, aan een priester, en heeft vrede met haar actie op Alice en de daar uitkomende resultaat. |            |                            |                   |                                | |                  |  |
| 95 | 3          | Cops vs. Zombies           | Steve Robin       | Katie Wech                     | Hank Harris - Zachary Bale aka Jeremy Kendricks Elisha Henig - Jared Daniels Alina Phelan - Jackie Daniels Hunter Clowdus - Max Benjamin Byron Davis - Hank Mills                                  | 13 juni 2016     |  |
| Wanneer een moord plaatsvindt op een zombieconventie gaat het team op onderzoek uit. Ondertussen heeft Angela het moeilijk met haar aanvraag voor eenhighschoolopleiding. Dit heeft zij aangevraagd omdat zij in haar jeugd van school was afgegaan, dit omdat haar toenmalige echtgenoot niet nodig vond dat zij haar diploma haalde. |            |                            |                   |                                | |                  |  |
| 96 | 4          | Post Mortem                | Mark Haber        | Meredith Philpott              | Yvette Nicole Brown - agente CJ Prescott Christina Chang - Kiki Ethan Cohn - Derek Jenny Cooper - Elizabeth                                                                                        | 20 juni 2016     |  |
| United States Postal Service agente CJ Prescott helpt het team met het onderzoek naar de moord op een postkantoormedewerker. Prescott was al bezig met een onderzoek naar de dood van een conciërge en geloofd dat het allemaal in verbinding staat met illegale pakketten met smokkelwaar. Ondertussen weigert Maura een operatie voor haar hoofdwond, ondanks haar gaten in haar geheugen. Uiteindelijk besluit zij toch om een afspraak te maken voor de nodige operatie. |            |                            |                   |                                | |                  |  |
| 97 | 5          | Shadow of Doubt            | Peter B. Kowalski | Ken Hanes                      | Sharon Lawrence - dr. Hope Martin Darri Ingolfsson - Robert Stevens Lexi Ainsworth - Claire Tom Williamson - Gary Carver John Mese - advocaat                                                      | 27 juni 2016     |  |
| Wanneer een vrouw sterft nadat zij de vlizotrap naar beneden wil halen in haar woning, ontdekt het team al snel dat dit geen ongeluk was. Onder de verdachten zitten: de overspelende echtgenoot Robert, die aasde op haar erfenis, de dochter Claire met vol woede op haar moeder die haar leven wilde beheersen, en de vriend van Claire, Gary, die boos op de moeder was omdat zij hem bij haar dochter wilde weghouden. Ondertussen krijgt Maura voor haar operatie bezoek van haar biologische moeder Hope, en Frankie en Nina maken hun ontluikende liefdesrelatie openbaar. |            |                            |                   |                                | |                  |  |
| 98 | 6          | There Be Ghosts            | Kevin G. Cremin   | Russell J. Grant               | Serena Scott Thomas - Samantha Caspary Sarayu Blue - Iris Najafi Corey Sorenson - Charles Tate Rocky Marquette - James Miller Tess Gerritsen - Tess Gerritsen                                      | 11 juli 2016     |  |
| Jane en Maura moeten een oud spookverhaal ontrafelen, om zo een dubbele moord op te lossen in een ziekenhuis op twee kankerpatiënten. Ondertussen krijgt Maura schriftelijke adviezen van een auteur die haar kan helpen in de literaire wereld. |            |                            |                   |                                | |                  |  |
| 99 | 7          | Dead Weight                | Stephen Clancy    | Jeremy Svenson Sam Lembeck     | Mark Deklin - agent Cameron Davies Kari Coleman - dr. Verusca Vela Anthony Hill - Kyle Price Matt McLaughlin - Shaun Graham Alisa Torres - Rebecca Sanchez                                         | 18 juli 2016     |  |
| Jane is bezig met het onderwijzen van een FBI klas in Quantico, zij heeft hierbij ook haar handen vol aan een mysterieuze student. Het team moet ondertussen een spontane menselijke zelfontbranding van een fietser onderzoeken. Mauro ontdekt dan dat de fietser in werkelijkheid is vermoord. Angela is ondertussen druk bezig om een appartement voor haar eigen te vinden. |            |                            |                   |                                | |                  |  |
| 100 | 8          | 2M7258-100                 | Angie Harmon      | Jan Nash                       | Brit Morgan - Kelly Wagner Benjamin J. Cain jr. - Mike Tom Benedict Knight - Endrit Cela Nicole Pettis - medegevangene Melody Butiu - A.D.A. Lynne Sharon Gless - gastrol i.v.m. 100ste aflevering | 25 juli 2016     |  |
| Wanneer een mogelijke getuige van een dubbele moord wordt gearresteerd, gaat Jane undercover de gevangenis in om zo informatie los te krijgen zodat het team achter de moordenaar kan aangaan. Nadat het team de moordenaar te pakken heeft gekregen moet Jane nadenken over een baanaanbod die zij gekregen heeft, voor de functie van instructrice bij de FBI in Quantico. |            |                            |                   |                                | |                  |  |
| 101 | 9          | 65 Hours                   | Mark Strand       | Meredith Philpott Dan Hamamura | Cameron Bender - advocaat van Banyan Nolan North - mr. Hammond Bridgid Coulter - mrs. Hammond Gabrielle Elyse - Tessa Hammond Sumalee Montano - rechter Huang Jamie Gray Hyder - Donna Marks       | 1 augustus 2016  |  |
| Het enige forensisch bewijs van een dubbele moord wordt gestolen uit het politiebureau. Het team krijgt dan een deadline opgelegd van de rechter om met nieuw bewijs te komen voordat de verdachte op vrije voeten komt. Ondertussen besluit Frankie goocheltrucks te leren om zo indruk op Nina te maken. |            |                            |                   |                                | |                  |  |
| 102 | 10         | For Richer or Poorer       | Sasha Alexander   | Ken Hanes                      | Kristoffer Polaha - Edward Dunn Robert Curtis Brown - Noah Brenner Gregory Harrison - Ron Hanson Juliette Jeffers - Catherine Holiday Heather Ankeny - Joann JoBeth Williams - Tilly Dunn          | 15 augustus 2016 |  |
| Wanneer een forensisch accountant wordt vermoord onthult het team dat het slachtoffer betrokken was in een ponzifraude. Tevens wordt er onthuld dat Maura in het verleden was getrouwd met de hoofdverdachte. Ondertussen zoekt Ron Angela op met de mededeling dat hij nog steeds verliefd op haar is, en Jane maakt een beslissing wat haar leven radicaal zal veranderen. |            |                            |                   |                                | |                  |  |
| 103 | 11         | Stiffed                    | Jan Nash          | Katie Wech                     | Aynsley Bubbico - Kate Mason Brett Easton - Sam Mason Shak Ghacha - Julio Andy Cohen - Ted Henderson J.J. Dunlap - Eddie Barnes                                                                    | 22 augustus 2016 |  |
| Het team onderzoekt een lichaam die gevonden is in een doodskist, waar het samen met een ander lichaam klaar lag om begraven te worden. Ondertussen accepteert Angela dat haar dochter Jane voor de FBI gaat werken, Tommy en TJ komen terug naar Boston om zich daar te settelen en Maura gaat rondes lopen op een kliniek. |            |                            |                   |                                | |                  |  |
| 104 | 12         | Yesterday, Today, Tomorrow | Greg Prange       | Ron McGee                      | Christina Chang - Kiki Mark Deklin - agent Cameron Davies Bonita Friedericy - Mary Sokoloff Kojo Asiedu - Wayne Fellows John Allen Nelson - Robby Davenport                                        | 29 augustus 2016 |  |
| Vince onderzoekt de moorden op een vader en zijn dochter, met een verschil van veertig jaar. Bij de eerste moord had Vince een relatie met de zus van de dochter, en de zaak inspireerde hem destijds om bij de politie te gaan werken. De moord op de vader schokt hem zo erg dat hij aankondigt dat hij met pensioen gaat. Ondertussen besluit Jane dat zij geen hulp meer wil van Angela en Maura met haar verhuizing, ondanks dat zij haar alleen maar willen helpen. Maura denkt erover om voor een maand in Frankrijk te gaan wonen, voor het werk aan haar boek. |            |                            |                   |                                | |                  |  |
| 105 | 13         | Ocean-Frank                | Michael Robin     | Russell J. Grant Jan Nash      | Gregory Harrison - Ron Hanson Christina Chang - Kiki Bodhi Elfman - Josh Walker Amanda Carlin - mrs. Browning Peggy Lu - Ming Chen                                                                 | 5 september 2016 |  |
| Het allerlaatste onderzoek van het team betreft een dode man die vastgebonden gevonden werd met handboeien aan een bed. Ondertussen bereidt Kent video opnames voor, van iedereen om afscheid te nemen van elkaar. Vince neemt zijn vakantiedagen en ziektedagen op om zo eerder met pensioen te gaan, en Jane neemt ook tijd op om samen met Maura op vakantie te gaan. |            |                            |                   |                                | |                  |  |